# Кассель, Сесиль
Сесиль Крошон (фр. Cécile Crochon; р. 25 июня 1982, Париж), известная под сценическими псевдонимами Сесиль Кассель (Cécile Cassel) и HollySiz — французская актриса и певица.

## Биография
Дочь актёра Жана-Пьера Касселя и журналистки Анн Селерье, единокровная сестра актёра Венсана Касселя и музыканта Матьяса Касселя, известного как Rockin' Squat.
В юности дебютировала в театре, в 2000 году получила первую роль в телесериале «Большой начальник», в 2002 впервые снялась в полнометражной ленте («Живая»). Благодаря продвинутому уровню владения английским языком, играла в американских постановках, таких как предпоследняя серия мыльной оперы «Секс в большом городе», и фильм «Голова в облаках».
В дальнейшем снималась в эпизодических ролях в фильмах французских и европейских режиссёров. Наиболее заметными её работами были фильмы «Моя жизнь в воздухе» Реми Безансона и «Любовь Астреи и Селадона» Эрика Ромера.
В 2008 году создала музыкальную группу HollySiz и сменила имидж, став из брюнетки обесцвеченной блондинкой. С 2010 группа играла на разогреве у Yodelice, Жюльена Доре, Brigitte, а также выступала на небольших концертных площадках во Франции и Бельгии («Буль Нуар», «Потёмкин» в Брюсселе, Театр на Марсовом поле). В 2013 году вышел первый диск группы HollySiz, My Name Is. Композиция Come Back To Me была выпущена в июне в качестве сингла и имела успех у публики.
В декабре 2013 Сесиль Кассель стала новым лицом аромата «Secret» парфюмерной компании Rochas.
28 июня 2014 группа HollySiz играла на разогреве у Indochine на Стад де Франс.
У Сесиль Кассель был роман с актёром Гаспаром Ульелем, закончившийся в 2007 году. С 2009 года она состоит в отношениях с продюсером Рафаэлем Амбюрже, сыном Мишеля Берже и Франс Галль.

## Фильмография

### Кино
- 2001 — Рассекреченная жизнь Вальтера Ньона / La Vie sans secret de Walter Nions (короткометражный фильм) — Прохожая «Аллеи туманов»
- 2001 — Boomer (короткометражный фильм) — Корали
- 2002 — К убежищу от нескромных взглядов / À l’abri des regards indiscrets — неудачливая комедиантка
- 2002 — Живая / Vivante — Иза
- 2002 — Шайка из аптеки / La Bande du drugstore — Шарлотта Строссман
- 2003 — Без него / Sem Ela — Панки
- 2003 — Пистолет / Le pistolet (короткометражный фильм) — Софи
- 2004 — Ради удовольствия / Pour le plaisir — Мирей, мажоретка
- 2004 — Голова в облаках / Head in the Clouds — Селин Бессе
- 2005 — Бессмыслица / Contresens
- 2005 — Моя жизнь в воздухе / Ma vie en l’air — Клеманс
- 2005 — Foon — студентка
- 2006 — О, Иерусалим / Ô Jérusalem — Джейн
- 2007 — Я полон идей / J’ai plein de projets (короткометражный фильм)
- 2007 — Актёр / Acteur (короткометражный фильм)
- 2007 — Любовь Астреи и Селадона / Les Amours d’Astrée et de Céladon — Леонида
- 2008 — Первый день оставшейся жизни / Le Premier Jour du reste de ta vie — Прюн
- 2009 — Бывший / Ex — Моник
- 2009 — Мне будет тебя не хватать / Je vais te manquer
- 2009 — Барбаросса / Barbarossa — Беатриса Бургундская
- 2009 — Пять моих бывших подружек / My Last Five Girlfriends — Рона
- 2010 — О, юность / Ô jeunesse (короткометражный фильм) — Матильда
- 2010 — Ты, я, другие / Toi, moi, les autres — Александра
- 2010 — Грустная ночь / Nuit bleue — Антония
- 2011 — Дочери субботы / Les Filles du samedi (короткометражный фильм) — Эва
- 2012 — Всегда / It’s Always — Эми
- 2012 — Как братья / Comme des frères — Жанна
- 2012 — Париж любой ценой / Paris à tout prix — Александра
- 2013 — Золотая клетка / La Cage dorée — Романа
- 2013 — Мэй Вест / Mae West (короткометражный фильм) — Керри
- 2013 — Гибрис / Hybris (короткометражный фильм) — Морган
- 2013 — Париж / Paris (короткометражный фильм)
- 2014 — Я выбрана / Je suis choisie (короткометражный фильм) — Максин
- 2016 — 2+1 / Demain tout commence — Стюардесса

### Телевидение
- 2000 — Большой начальник / Le grand patron (эпизод «Семейный дух») — Жюли Френе
- 2000 — Мои бедные ручки / Mes pires potes (эпизод 17 «В силу разницы в возрасте») — Патрисия
- 2001 — Головокружение / Vertiges (эпизод «Паранойя») — Мэрилин
- 2001 — Здравствуй, жизнь / Salut la vie — Каролин
- 2002 — Женская справедливость / Justice de femme (телефильм) — Карин
- 2003 — Келиф и Дойч в поисках занятия / Kelif et Deutsch à la recherche d’un emploi (мини-сериал)
- 2003 — Прощание / L’Adieu (телефильм) — Изабель
- 2004 — Секс в большом городе / Sex and the City (сезон 6, эпизод 19) — Хлое
- 2004 — Когда море возвращается / Quand la mer se retire (телефильм) — Беранжера
- 2006 — Украли Джоконду / On a volé la Joconde (телефильм) — Мариучча
- 2007 — Клара Шеллер / Clara Sheller — Виктория
- 2007 — Супруги с острова Бурбон / Les Mariées de l’isle Bourbon (телефильм) — Луизон Лафорж
- 2008 — Пусто в карманах / Rien dans les poches (телефильм) — Анн
- 2008 — Коко Шанель / Coco Chanel (мини-сериал) — Габриель Дорзиа
- 2009 — Одна поет, другая тоже / L’une chante, l’autre aussi (телефильм) — играет себя
- 2009 — В другой день / Sous un autre jour (телефильм) — Жозефин

## Театр
- 2004 — Жизнь и прах / La Vie et des poussières Саймона Дональда, чтение в Théâtre de l'Œuvre
- 2005 — Колетт вблизи / Colette intime, чтение, постановка Кристофа Корреа на Гриньянском фестивале
- 2008 — Мария Башкирцева, падающая звезда / Marie Barskhirtseff, l’étoile filante, пьеса Жан-Пьера Гено, постановка Салли Микалефф
- 2011 — Двадцатое ноября / Le 20 novembre Ларса Норена, постановка Жереми Липпмана, театр де Ла-Мадлен

## Дискография

### Альбомы
| Год  | Альбом                                 | Высшая позиция | Высшая позиция | Сертификация |
| Год  | Альбом                                 | FR             | BEL (Wa)       | Сертификация |
| ---- | -------------------------------------- | -------------- | -------------- | ------------ |
| 2013 | HollySiz, My Name Is (группа HollySiz) | 30             | 116            |              |

### Синглы
| Год  | Синглы                              | Высшая позиция | Высшая позиция | Сертификация | Альбом               |
| Год  | Синглы                              | FR             | BEL (Wa)       | Сертификация | Альбом               |
| ---- | ----------------------------------- | -------------- | -------------- | ------------ | -------------------- |
| 2013 | «Come Back to Me» (группа HollySiz) | 22             | 20             |              | HollySiz, My Name Is |
| 2014 | «Tricky Game» (группа HollySiz)     | 113            | –              |              | HollySiz, My Name Is |